# 앤티가 바부다의 국가

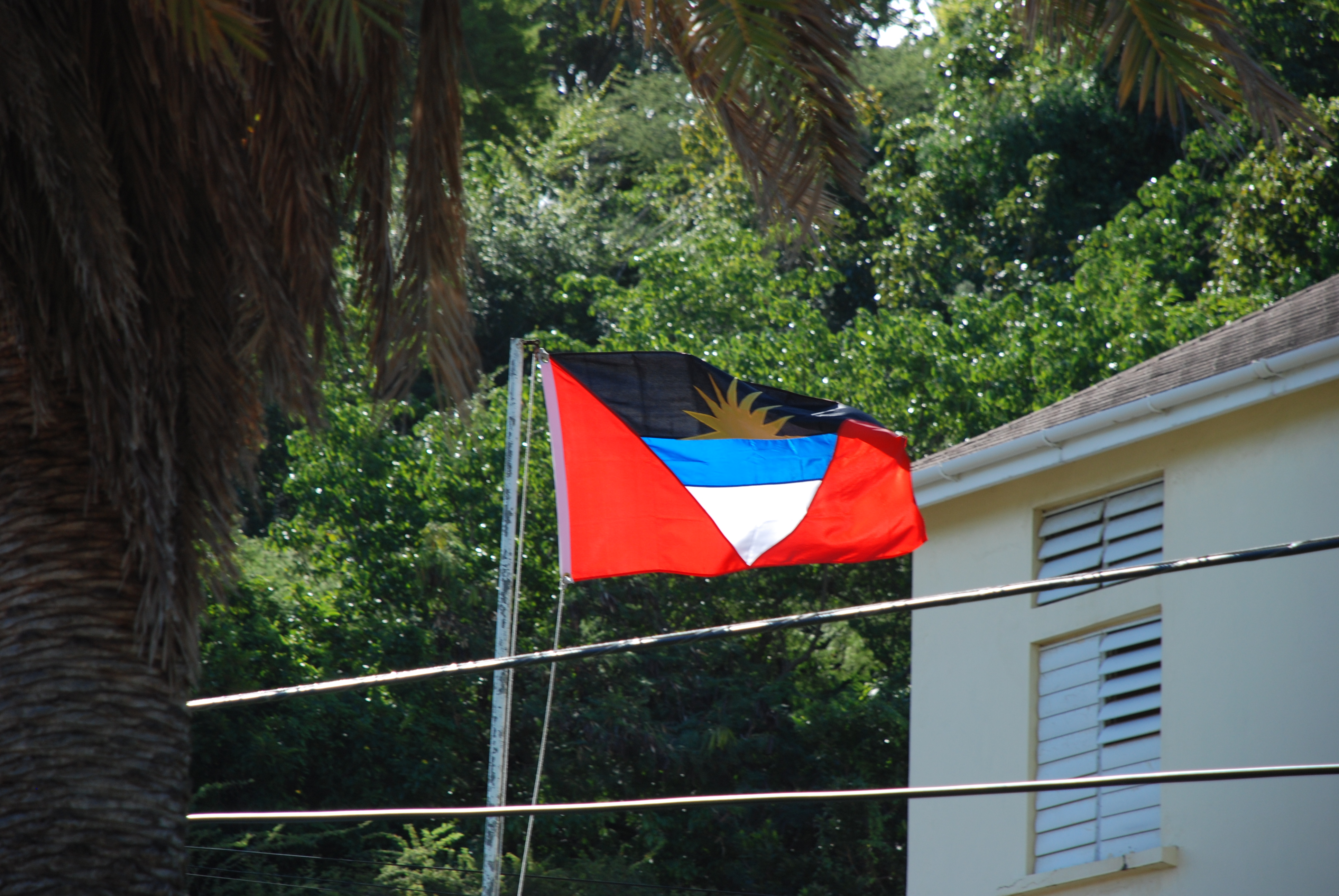

아름다운 앤티가, 우리 그대에게 경례하리(영어: Fair Antigua, We Salute Thee)는 앤티가 바부다의 국가이다. 1967년에 처음 제정되었다.
워트에 그라넷 픽트 챔베라스가 작곡을, 노벨닐 해밀턴 리처즈가 작사를 하였다.
앤티가 바부다는 영국의 국왕을 국가원수로 지명했고 영국 연방의 구성국이기 때문에 왕실 국가는 God save the queen이 된다.

## 가사
Fair Antigua, We Salute Thee!
We thy sons and daughters stand
Strong and firm in peace or danger
To safeguard our native land
We commit ourselves to building
A true nation brave and free;
Ever striving, ever seeking,
Dwell in love and unity.
Raise the standard! Raise it boldly!
Answer now to duty's call
To the service of thy country,
Sparing nothing, giving all;
Gird your loins and join the battle
Against fear, hate and poverty,
Each endeavouring, all achieving,
Live in peace where man is free.
God of nations, let our blessings
Fall upon this land of ours;
Rain and sunshine ever sending,
Fill her fields with crops and flowers;
We her children do implore them,
Give us strength, faith, loyalty,
Never failing, all enduring
To defend our liberty.

## 한국어 해석
아름다운 앤티가 바부다여!
우리는 당신의 아들과 딸들이 서있네.
평화 또는 위험 속에서도 강하고 확고하게
우리의 땅을 지키기 위해.
우리는 진정한 국가를 용감하고 자유롭게 건설할 것을 약속한다.
사랑과 단결 속에 노력하며 끊임없이 추구하자.
깃발을 높이 대담히 올리고
의무에 대한 부름에 지금 응답하라
나라를 위한 봉사를 위하여
아낌없이, 모든 것을 바쳐라
허브를 다듬고 전투에 참가하라.
두려움, 증오, 가난에 맞서
모든 노력과 성취로 평화 속에서 자유롭게 살기 위하여.
나라의 신이여, 너희의 복을 이 땅에 내리시기를 빈다.
비와 햇빛은 항상 그대의 밭에 곡식과 꽃을 가득 채우시니.
우리가 그녀의 아이들이 애원하는 것은 힘과 믿음, 충성심이다.
절대 실패하지 않고
영원히 그녀의 자유를 지키기 위해서.